# Katholisches Schulhaus (Dirmstein)
Das ehemalige katholische Schulhaus in der rheinland-pfälzischen Ortsgemeinde Dirmstein ist ein historisches Steinhaus, das Anfang des 19. Jahrhunderts errichtet wurde. Es steht unter Denkmalschutz.

## Geographische Lage
Das Haus mit der Anschrift Affenstein 9 steht im Zentrum des Oberdorfs auf einer Höhe von 102 m ü. NHN schräg zur Straße auf demjenigen Gelände, wo seit dem Mittelalter der zur – später abgegangenen – Affensteinischen Burg gehörende Schlossplatz lag. Das Gebäude bildet heute den östlichen Abschluss einer rund 300 m² großen dreieckigen Freifläche, die sich vor dem Südportal der barocken Laurentiuskirche erstreckt. Die Fläche ist gepflastert und wird als sogenannter Kirchplatz zu Parkzwecken genutzt.

## Gebäude

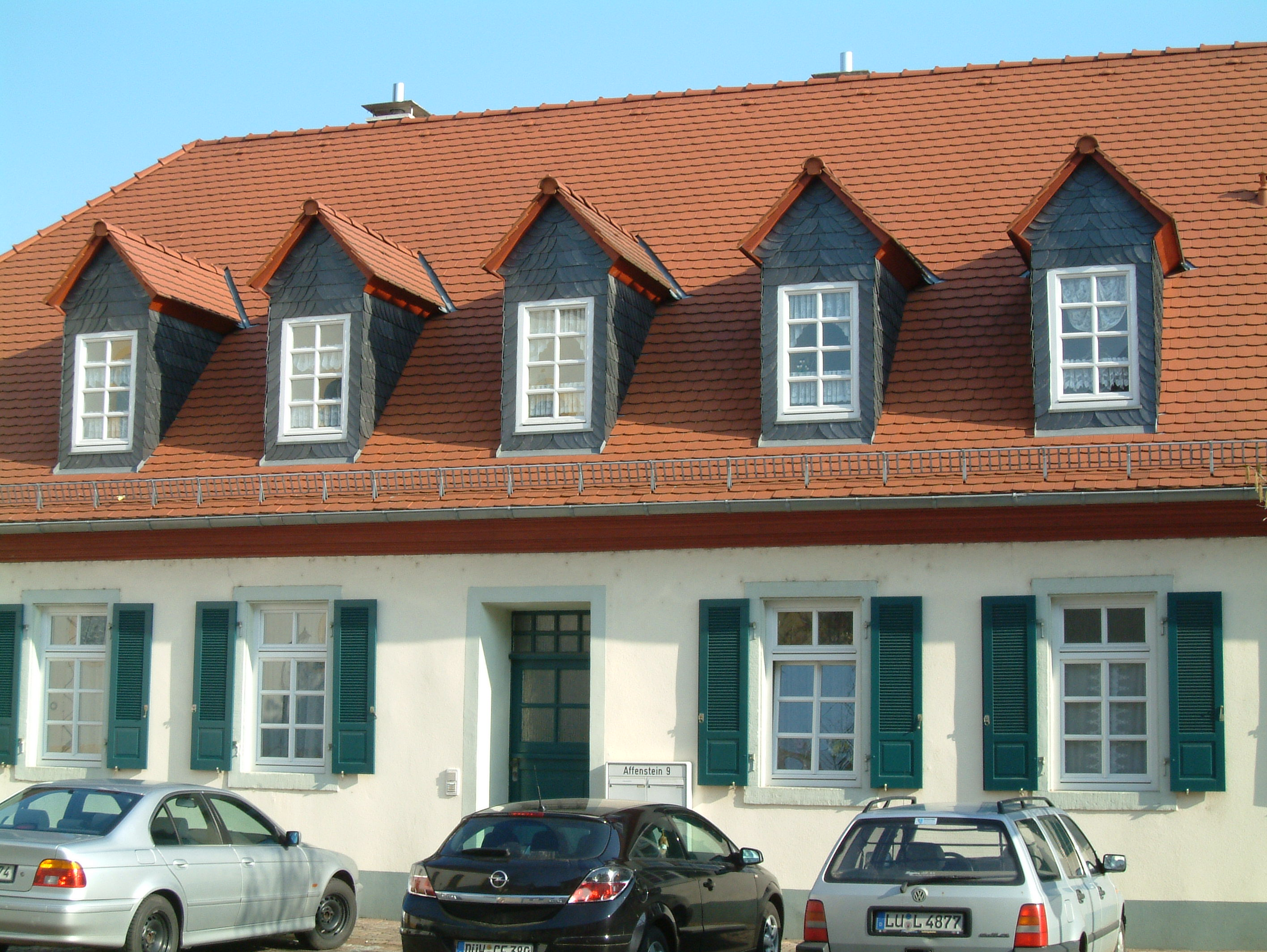

Das im Stil des Klassizismus errichtete Gebäude ist ein eineinhalbgeschossiger weißer Putzbau unter traufständigem Krüppelwalmdach. Die schlichte Fassade des Erdgeschosses mit dem Eingang in der Mitte besitzt wie das gesamte Haus rechteckige Fenster, von denen die meisten mit Klappläden versehen sind.
Das Dachgeschoss enthielt anfangs lediglich eine kleine Schulmeisterwohnung. Es wurde in späterer Zeit ausgebaut und mit Gauben versehen, von denen fünf zur Straße und zwei nach hinten zeigen.

## Baugeschichte
Als die Pfalz 1816 nach den Befreiungskriegen unter bayerische Verwaltung gekommen war, wurde auch das Schulwesen reformiert. Dies bedeutete insbesondere die Einrichtung von Konfessionsschulen. In Dirmstein traten 1820 das katholische und etwas später das protestantische Schulhaus an die Stelle der Schule, die konfessionsübergreifend rund hundert Jahre lang meist im damaligen Rathaus betrieben worden war.
Das Gelände des Schulgebäudes und der heutige Kirchplatz waren einst Schlosshof der Affensteinischen Wasserburg, die in den 1740er Jahren wegen Baufälligkeit restlos abgebrochen wurde. Seit dem Dachgeschossausbau dient das Gebäude der ehemaligen Schule als Wohnhaus.